# A-ROCK 〜JAM Project BEST COLLECTION XIII〜
『A-ROCK 〜JAM Project BEST COLLECTION XIII〜』（エー・ロック ジャム・プロジェクト・ベスト・コレクション・サーティーン）は、JAM Projectの13枚目のベストアルバム。2018年10月31日にLantisから発売された。

## 収録曲
1. A-ROCK～電脳Wars～ [4:55]
作詞：影山ヒロノブ、作曲：影山ヒロノブ・R・O・N、編曲：R・O・N
2. 慟哭の彼方 [4:03]
作詞：奥井雅美、作曲：影山ヒロノブ、編曲：小山寿（onetrap）
  - UHFドラマ『神ノ牙-JINGA-』オープニングテーマ
3. 残像のリベンジャー [4:15]
作詞：影山ヒロノブ、作曲：福山芳樹、編曲：宮崎誠
  - テレビ東京系アニメ『ワンパンマン』音速のソニックイメージソング
4. 鋼のWarriors [4:33]
作詞・作曲：影山ヒロノブ、編曲：寺田志保・栗山善親
  - PS4&PS Vita『スーパーロボット大戦X』オープニングテーマ
5. 神ノ牙〜The Fang of Apocalypse〜 [4:30]
作詞・作曲：影山ヒロノブ、編曲：小山寿（onetrap）
  - 東北新社配給映画『劇場版 牙狼〈GARO〉神ノ牙-KAMINOKIBA-』オープニングテーマ
6. ENTER THE HEROES [4:00]
作詞・作曲：遠藤正明、編曲：R・O・N
  - テレビ東京系アニメ『ワンパンマン』ヒーローイメージソング
7. NEW BLUE [6:38]
作詞：奥井雅美、作曲：福山芳樹、編曲：寺田志保
  - PS4&PS Vita『スーパーロボット大戦V』エンディングテーマ
8. The Brave [4:31]
作詞・作曲：影山ヒロノブ、編曲：鈴木マサキ・寺田志保
  - テレビ東京系ドラマ『勇者ヨシヒコと導かれし七人』オープニングテーマ
9. EMG [4:26]
作詞：奥井雅美、作曲：きただにひろし、編曲：栗山善親・寺田志保・横関敦
  - テレビ東京系アニメ『牙狼〈GARO〉-VANISHING LINE-』第1クールオープニングテーマ
10. THE EXCEEDER [4:41]
作詞・作曲：影山ヒロノブ・遠藤正明、編曲：鈴木マサキ・寺田志保
  - PS4&PS Vita『スーパーロボット大戦V』オープニングテーマ
11. 豪腕パンチ [4:33]
作詞・作曲：きただにひろし、編曲：宮崎誠
  - テレビ東京系アニメ『ワンパンマン』サイタマイメージソング
12. DRAGONFLAME [4:43]
作詞：奥井雅美、作曲：きただにひろし、編曲：須藤賢一
  - テレビ東京系ドラマ『絶狼-ZERO- -DRAGON BLOOD-』オープニングテーマ
13. ヒトヒラ [5:56]
作詞：奥井雅美、作曲：遠藤正明、編曲：寺田志保
  - 東北新社配給映画『薄墨桜 -GARO-』主題歌
14. Burning Blue～蒼炎のソルジャー～ [3:46]
作詞・作曲：影山ヒロノブ、編曲：宮崎誠
  - テレビ東京系アニメ『ワンパンマン』ジェノスイメージソング
15. The Oath～夜明けの誓い～ [6:11]
作詞：影山ヒロノブ、作曲：遠藤正明、編曲：寺田志保
  - PS4&PS Vita『スーパーロボット大戦X』エンディングテーマ